# Scottish Premiership 2015-16
La temporada 2015-16 fue la 119.ª edición del Campeonato escocés de fútbol y la 3.ª edición como Scottish Premiership, la división más importante del fútbol escocés. La temporada comenzó el 1 de agosto de 2015 y se extendió hasta el mes de mayo de 2016. El Celtic de Glasgow se coronó campeón logrando su quinto título consecutivo y el 47.º de su historial.

## Ascensos y descensos
| Pos. | Descendido de la Scottish Premiership 2014-15 |
| ---- | --------------------------------------------- |
| 12.º | Saint Mirren                                  |

| Pos. | Ascendido de la Scottish Championship |
| ---- | ------------------------------------- |
| 1.º  | Heart of Midlothian                   |

## Equipos participantes
| Equipo                  | Ciudad     | Estadio            | Capacidad |
| ----------------------- | ---------- | ------------------ | --------- |
| Aberdeen FC             | Aberdeen   | Pittodrie Stadium  | 22.220    |
| Celtic FC               | Glasgow    | Celtic Park        | 60.837    |
| Dundee United           | Dundee     | Tannadice Park     | 14.200    |
| Dundee FC               | Dundee     | Dens Park          | 11.800    |
| Hamilton Academical     | Hamilton   | New Douglas Park   | 6.500     |
| Heart of Midlothian (*) | Edimburgo  | Tynecastle Stadium | 17.420    |
| Inverness FC            | Inverness  | Caledonian Stadium | 7.512     |
| Kilmarnock FC           | Kilmarnock | Rugby Park         | 18.220    |
| Motherwell FC           | Motherwell | Fir Park           | 13.750    |
| Partick Thistle FC      | Glasgow    | Firhill Stadium    | 10.800    |
| Ross County FC          | Dingwall   | Victoria Park      | 6.500     |
| St. Johnstone FC        | Perth      | McDiarmid Park     | 10.673    |

- (*) Club ascendido esta temporada.

## Formato de competencia

### Temporada regular
En la fase inicial de la temporada, los 12 equipos jugarán un torneo de todos contra todos donde cada equipo jugará contra los otros equipos tres veces. Después de 33 partidos, la liga se divide en dos secciones de seis equipos, con cada equipo jugando entre sí en esa sección. La liga intenta equilibrar el calendario de partidos para que los equipos en la misma sección juegan entre sí dos veces de local y dos veces de visitante, pero a veces esto no es posible. Se jugará un total de 228 partidos, con 38 partidos jugados por cada equipo.

### Descenso y play-off
El equipo que termine en el lugar 12 descenderá automáticamente a la Scottish Championship, mientras que el campeón de esta será promovido a la Scottish Premiership para la temporada 2016-17. El equipo que termine 11.º en la Scottish Premiership jugará contra el ganador de los playoffs del Scottish Championship (equipos que terminan segundo, tercero y cuarto en el Scottish Championship) en dos partidos de playoffs, el ganador asegura un lugar en la Scottish Premiership para la temporada 2016-17.

## Tabla de posiciones
- Actualización final el 15 de mayo de 2016.[1]

| --- | Pos. | Equipos                      | PJ | PG | PE | PP | GF | GC | DIF | PTS |
| --- | ---- | ---------------------------- | -- | -- | -- | -- | -- | -- | --- | --- |
|     | 1.   | Celtic                       | 38 | 26 | 8  | 4  | 93 | 31 | +62 | 86  |
|     | 2.   | Aberdeen                     | 38 | 22 | 5  | 11 | 62 | 48 | +14 | 71  |
|     | 3.   | Heart of Midlothian          | 38 | 18 | 11 | 9  | 59 | 40 | +19 | 65  |
|     | 4.   | St. Johnstone                | 38 | 16 | 8  | 14 | 58 | 55 | +3  | 56  |
|     | 5.   | Motherwell                   | 38 | 15 | 5  | 18 | 47 | 63 | -16 | 50  |
|     | 6.   | Ross County                  | 38 | 14 | 6  | 18 | 55 | 61 | -6  | 48  |
|     |      |                              |    |    |    |    |    |    |     |     |
|     | 7.   | Inverness Caledonian Thistle | 38 | 14 | 10 | 14 | 54 | 48 | +6  | 52  |
|     | 8.   | Dundee FC                    | 38 | 11 | 15 | 12 | 53 | 57 | -4  | 48  |
|     | 9.   | Partick Thistle              | 38 | 12 | 10 | 16 | 41 | 50 | -9  | 46  |
|     | 10.  | Hamilton Academical          | 38 | 11 | 10 | 17 | 42 | 63 | -21 | 43  |
|     | 11.  | Kilmarnock                   | 38 | 9  | 9  | 20 | 41 | 64 | -23 | 36  |
|     | 12.  | Dundee United                | 38 | 8  | 7  | 23 | 45 | 70 | -25 | 28  |

|                 | Campeón y clasificado a la Liga de Campeones de la UEFA 2016-17. |
| Clasifica a UEL | Clasificado a la Liga Europa de la UEFA 2016-17                  |
|                 | Disputará el playoff de descenso.                                |
|                 | Desciende a la Scottish Championship 2016-17.                    |

## Máximos goleadores
Fuente:bbc.com/sport
| Pos. | Jugador         | Club                | Goles |
| ---- | --------------- | ------------------- | ----- |
| 1    | Leigh Griffiths | Celtic              | 31    |
| 2    | Kane Hemmings   | Dundee FC           | 21    |
| 3    | Adam Rooney     | Aberdeen            | 20    |
| 4    | Louis Moult     | Motherwell          | 15    |
| 5    | Liam Boyce      | Ross County         | 14    |
| 5    | Steven MacLean  | St Johnstone        | 14    |
| 7    | Kris Doolan     | Partick Thistle     | 13    |
| 8    | Juanma          | Heart of Midlothian | 12    |
| 8    | Billy Mckay     | Dundee United       | 12    |
| 10   | Josh Magennis   | Kilmarnock          | 10    |
| 10   | Miles Storey    | Inverness CT        | 10    |
| 10   | Niall McGinn    | Aberdeen            | 10    |
| 10   | Scott McDonald  | Motherwell          | 10    |

## Play-offs de ascenso

### Cuartos de final
Se enfrentan los equipos que finalizaron en las posiciones 3.º y 4.º en el Scottish Championship 2015-16, siendo el tercero, quien define de local.
| 4 de mayo de 2016 | Raith Rovers | 1:0'    | Hibernian | Stark's Park, Kirkcaldy  |                          |
|                   |              | Reporte |           | Árbitro(s): Kevin Clancy | Árbitro(s): Kevin Clancy |

| 7 de mayo de 2016 | Hibernian | 2:0'    | Raith Rovers | Easter Road, Edimburgo      |                             |
|                   |           | Reporte |              | Árbitro(s): John McKendrick | Árbitro(s): John McKendrick |

- Hibernian clasifica a las semifinales con un marcador global de 2-1.

### Semifinal
La semifinal es disputada por el subcampeón del Scottish Championship y el ganador de la llave de cuartos de final
| 10 de mayo de 2016 | Hibernian | 2:2'    | Falkirk | Easter Road, Edimburgo |                       |
|                    |           | Reporte |         | Árbitro(s): Alan Muir  | Árbitro(s): Alan Muir |

| 13 de mayo de 2016 | Falkirk | 3:2'    | Hibernian | Falkirk Stadium, Falkirk  |                           |
|                    |         | Reporte |           | Árbitro(s): Craig Thomson | Árbitro(s): Craig Thomson |

- Falkirk clasifica a la final con un marcador global de 5-4.

### Final
La final es disputada por el ganador de la llave de semifinales y el equipo que finalice 11.º en la actual temporada de Premiership. El ganador jugará la próxima temporada en la máxima categoría.
| 19 de mayo de 2016 | Falkirk | 1:0'    | Kilmarnock | Falkirk Stadium, Falkirk                               |                                                        |
|                    |         | Reporte |            | Asistencia: 7.636 espectadores Árbitro(s): John Beaton | Asistencia: 7.636 espectadores Árbitro(s): John Beaton |

| 22 de mayo de 2016 | Kilmarnock | 4:0'    | Falkirk | Rugby Park, Kilmarnock                                     |                                                            |
|                    |            | Reporte |         | Asistencia: 11.013 espectadores Árbitro(s): William Collum | Asistencia: 11.013 espectadores Árbitro(s): William Collum |

- Kilmarnock gana la serie con un resultado global de 4-1 y mantiene su lugar en la Premiership.

## Scottish Championship
La Scottish Championship 2015-16 fue ganada por el Rangers que asciende automáticamente a la máxima categoría, los clubes clasificados 2°, 3° y 4°, Falkirk, Hibernian y Raith Rovers respectivamente disputan con el equipo ubicado en el 11° lugar de la Premiership un cupo en la máxima categoría para la próxima temporada.
El Alloa Athletic desciende a la League One y será sustituido para la próxima temporada por el Dunfermline Athletic campeón de dicha división.
| Pos | Equipo             | PJ | PG | PE | PP | GF | GC | GA  | Pts |
| --- | ------------------ | -- | -- | -- | -- | -- | -- | --- | --- |
| 1.  | Rangers            | 36 | 25 | 6  | 5  | 88 | 34 | +54 | 81  |
| 2.  | Falkirk            | 36 | 19 | 13 | 4  | 61 | 34 | +27 | 70  |
| 3.  | Hibernian          | 36 | 21 | 7  | 8  | 59 | 34 | +25 | 70  |
| 4.  | Raith Rovers       | 36 | 18 | 8  | 10 | 52 | 46 | +6  | 62  |
| 5.  | Greenock Morton    | 36 | 11 | 10 | 15 | 39 | 42 | −3  | 43  |
| 6.  | Saint Mirren       | 36 | 11 | 9  | 16 | 44 | 53 | −9  | 42  |
| 7.  | Queen of the South | 36 | 12 | 6  | 18 | 46 | 56 | −10 | 42  |
| 8.  | Dumbarton          | 36 | 10 | 7  | 19 | 35 | 66 | −31 | 37  |
| 9.  | Livingston         | 36 | 8  | 7  | 21 | 37 | 51 | −14 | 31  |
| 10. | Alloa Athletic     | 36 | 4  | 9  | 23 | 22 | 67 | −45 | 21  |